# 부심

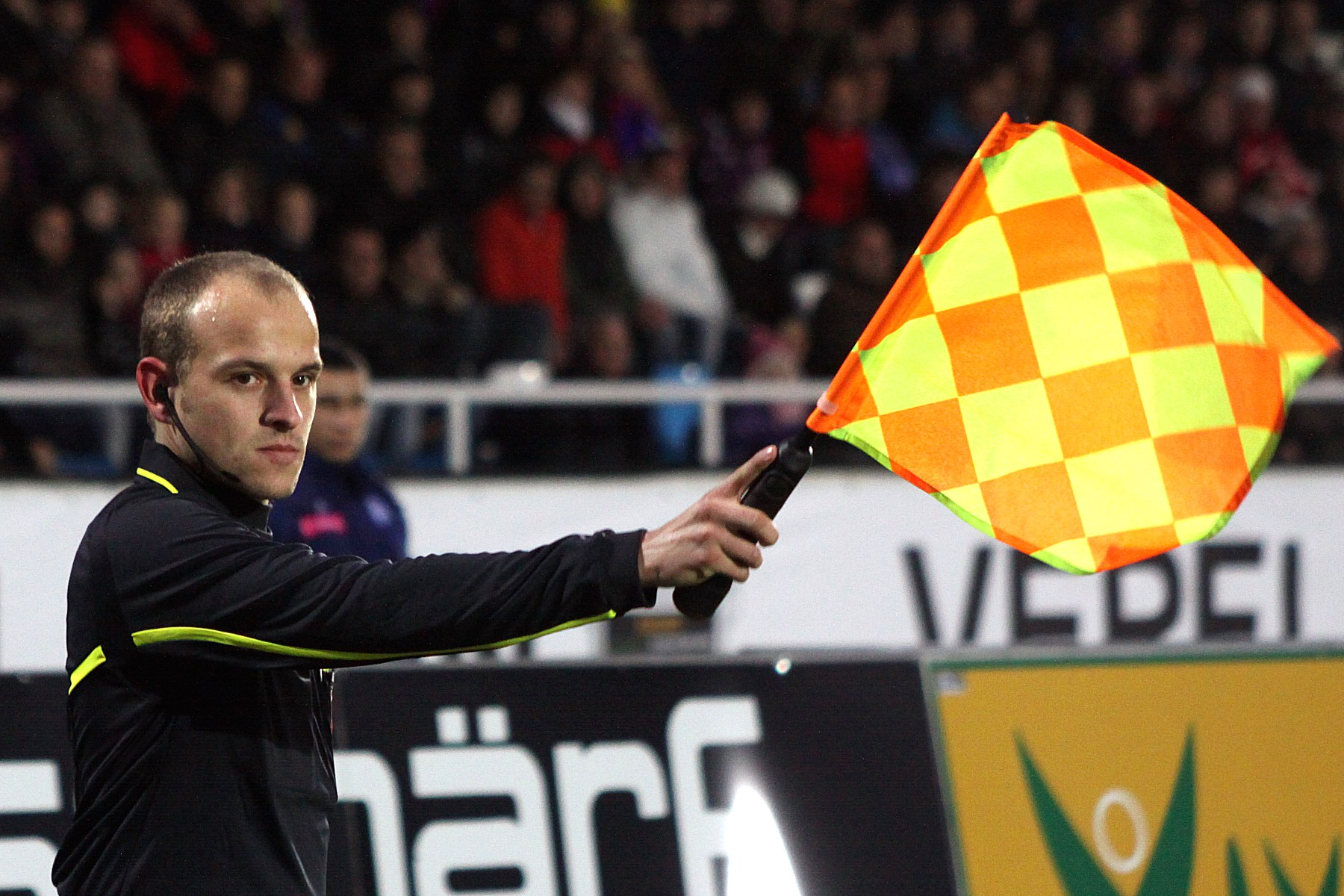
오프사이드 반칙이 발생했음을 알리는 부심

부심(副審, 영어: assistant referee, AR, linesman/lineswoman)은 스포츠 경기의 심판원에서 주심에 대해 판정에 대해 도움을 주는자를 말한다. 축구의 경우, 오프사이드가 있었는지, 주심의 보이지 않는 곳에서의 반칙이 있었는지 등에 대해 부심이 판단하여 주심에게 알려준다.

## 같이 보기
- 비디오 어시스턴트 레프리(VAR)
- 골라인 판독 기술(GDS)